# Leptoeurysa monticola
Leptoeurysa monticola är en insektsart som beskrevs av Ronald Gordon Fennah 1988. Leptoeurysa monticola ingår i släktet Leptoeurysa och familjen sporrstritar. Inga underarter finns listade i Catalogue of Life.